# Бред Максвелл
Бред Максвелл (англ. Brad Maxwell; нар. 8 липня 1957, Брендон) — канадський хокеїст, що грав на позиції захисника.
Провів понад 600 матчів у Національній хокейній лізі.

## Ігрова кар'єра
Хокейну кар'єру розпочав 1973 року.
1977 року був обраний на драфті НХЛ під 7-м загальним номером командою «Міннесота Норт-Старс». 
Протягом професійної клубної ігрової кар'єри, що тривала 11 років, захищав кольори команд «Міннесота Норт-Старс», «Квебек Нордікс», «Торонто Мейпл-Ліфс», «Ванкувер Канакс» та «Нью-Йорк Рейнджерс».
Загалом провів 691 матч у НХЛ, включаючи 79 ігор плей-оф Кубка Стенлі.
У складі національної збірної Канади двічі став бронзовим призером чемпіонатів світу в 1978 та 1982 роках.

## Нагороди та досягнення
- Учасник матчу усіх зірок НХЛ — 1984.

## Статистика

### Клубні виступи
| 1973–74      | «Беллінгем Блазерс»      | БКХЛ         | 61  | 20 | 37  | 57  | 132  | —  | —  | —  | —  | —   |
| 1974–75      | «Нью-Вестмінстер Брюїнс» | ЗКХЛ         | 69  | 13 | 47  | 60  | 124  | 18 | 7  | 13 | 20 | 33  |
| 1975–76      | «Нью-Вестмінстер Брюїнс» | ЗКХЛ         | 72  | 19 | 80  | 99  | 239  | 17 | 3  | 12 | 15 | 86  |
| 1976–77      | «Нью-Вестмінстер Брюїнс» | ЗКХЛ         | 70  | 21 | 58  | 79  | 205  | 14 | 7  | 15 | 22 | 39  |
| 1977–78      | «Міннесота Норт-Старс»   | НХЛ          | 75  | 18 | 29  | 47  | 100  | —  | —  | —  | —  | —   |
| 1978–79      | «Міннесота Норт-Старс»   | НХЛ          | 70  | 9  | 28  | 37  | 145  | —  | —  | —  | —  | —   |
| 1978–79      | «Оклахома-Сіті Старс»    | ЦХЛ          | 2   | 0  | 1   | 1   | 21   | —  | —  | —  | —  | —   |
| 1979–80      | «Міннесота Норт-Старс»   | НХЛ          | 58  | 7  | 30  | 37  | 126  | 11 | 0  | 8  | 8  | 20  |
| 1980–81      | «Міннесота Норт-Старс»   | НХЛ          | 27  | 3  | 13  | 16  | 98   | 18 | 3  | 11 | 14 | 35  |
| 1981–82      | «Міннесота Норт-Старс»   | НХЛ          | 51  | 10 | 21  | 31  | 96   | 4  | 0  | 3  | 3  | 13  |
| 1982–83      | «Міннесота Норт-Старс»   | НХЛ          | 77  | 11 | 28  | 39  | 157  | 9  | 5  | 6  | 11 | 23  |
| 1983–84      | «Міннесота Норт-Старс»   | НХЛ          | 78  | 19 | 54  | 73  | 225  | 16 | 2  | 11 | 13 | 40  |
| 1984–85      | «Міннесота Норт-Старс»   | НХЛ          | 18  | 3  | 7   | 10  | 53   | —  | —  | —  | —  | —   |
| 1984–85      | «Квебек Нордікс»         | НХЛ          | 50  | 7  | 24  | 31  | 119  | 18 | 2  | 9  | 11 | 35  |
| 1985–86      | «Торонто Мейпл-Ліфс»     | НХЛ          | 52  | 8  | 18  | 26  | 108  | 3  | 0  | 1  | 1  | 12  |
| 1986–87      | «Ванкувер Канакс»        | НХЛ          | 30  | 1  | 7   | 8   | 28   | —  | —  | —  | —  | —   |
| 1986–87      | «Нью-Йорк Рейнджерс»     | НХЛ          | 9   | 0  | 4   | 4   | 6    | —  | —  | —  | —  | —   |
| 1986–87      | «Міннесота Норт-Старс»   | НХЛ          | 17  | 2  | 7   | 9   | 31   | —  | —  | —  | —  | —   |
| Усього в НХЛ | Усього в НХЛ             | Усього в НХЛ | 612 | 98 | 270 | 368 | 1292 | 79 | 12 | 49 | 61 | 178 |

### Збірна
| Рік                | Команда            | Турнір             |                    | І  | Г | П | О  | ШХ |
| ------------------ | ------------------ | ------------------ | ------------------ | -- | - | - | -- | -- |
| 1978               | Канада             | ЧС                 | 10                 | 2  | 1 | 3 | 12 |    |
| 1979               | Канада             | ЧС                 | 4                  | 1  | 0 | 1 | 8  |    |
| 1982               | Канада             | ЧС                 | 7                  | 0  | 0 | 0 | 10 |    |
| Національна збірна | Національна збірна | Національна збірна | Національна збірна | 21 | 3 | 1 | 4  | 30 |